# Saint-Julien-sur-Calonne
Saint-Julien-sur-Calonne é uma comuna francesa na região administrativa da Normandia, no departamento Calvados. Estende-se por uma área de 8,48 km². Em 2010 a comuna tinha 172 habitantes (densidade: 20,3 hab./km²).